# Lev Kulešov
Lev Vladimirovič Kulešov (13. ledna 1899 – 29. března 1970) byl sovětský filmař a filmový teoretik.
Kolešov učil na první filmové vzdělávací instituci na světě – Moskevské filmové škole – kterou také pomáhal založit.
Kulešov byl patrně vůbec prvním filmovým teoretikem a vedoucí osobností sovětské střihové teorie. Své teorie vytvářel dříve než Sergej Ejzenštejn, který byl jeho studentem spolu s Vsevolodem Pudovkinem.
Pro Kulešova byl střih (spojení jednotlivých záběrů do jednoho celku) základem filmu. Kulešov chápe film jako něco, co je více než souhrnem vlastních dílů (snímků). Aby své představy předvedl, vytvořil to, čemu se dnes říká Kulešovův experiment nebo Kulešovův efekt.
Podstata Kulešovova efektu spočívá v tom, že tentýž záběr herce je vždy kombinován s jiným významným snímkem. Tím je možné pozorovat různé účinky na obecenstvo. První je ten, že člověk už podvědomě zařazuje sérii záběrů do jednoho logického celku; druhý spočívá v tom že člověk má podvědomou tendenci očekávat od člověka na plátně tutéž psychologickou reakci jako má sám divák. Pokusné obecenstvo například uvedlo, že výraz obličeje herce se vždy měnil v závislosti na emotivním náboji, který vyzařoval ze snímku, se kterým byl snímek herce kombinován – ač se snímek obličeje herce neměnil.
Mimo svou teoretickou práci byl Kulešov také aktivním filmovým režisérem a až do roku 1943 vytvářel i celovečerní filmy. Od roku 1943 byl Kulešov akademickým rektorem Gerasimova Institutu Kinematografie.

## Filmografie
- 1918 Projekt inženýra Prajta
- 1919 Nedokončená milostná píseň
- 1920 Na rudé frontě
- 1924 Podivuhodná dobrodružství pana Westa v zemi bolševiků
- 1925 Smrtelný paprsek
- 1926 Lokomotiva číslo 10006
- 1926 Podle zákona
- 1927 Vaše známá reportérka
- 1929 Veselý kanár
- 1929 Dva-buldi-dva
- 1929 40 srdcí
- 1932 Horizont
- 1933 Velký utěšitel
- 1934 Dokhunda
- 1940 Sibiřané
- 1941 Událost u vulkánu
- 1942 Timurova přísaha
- 1943 My jsme z Uralu